# William Rathbone VI
William Rathbone VI (11 février 1819-6 mars 1902) est un marchand et homme d'affaires britannique connu pour son action philanthropique. Il est également un homme politique libéral qui siège à la Chambre des communes entre 1868 et 1895.

## Jeunesse
Rathbone est le fils aîné de William Rathbone V de Greenbank, Liverpool et de son épouse Elizabeth Greg, fille de Samuel Greg de Quarry Bank, Cheshire. Il est membre de la célèbre famille Rathbone et passe du temps dans diverses entreprises à Liverpool et à Londres avant de devenir associé en 1842 dans l'entreprise familiale Rathbone Brothers and Co., marchands généraux de Liverpool. Il reste associé jusqu'en 1885 et aurait considéré la richesse et la réussite commerciale principalement comme un moyen de réaliser une action publique et philanthropique. Il est lieutenant adjoint et juge de paix du Lancashire.

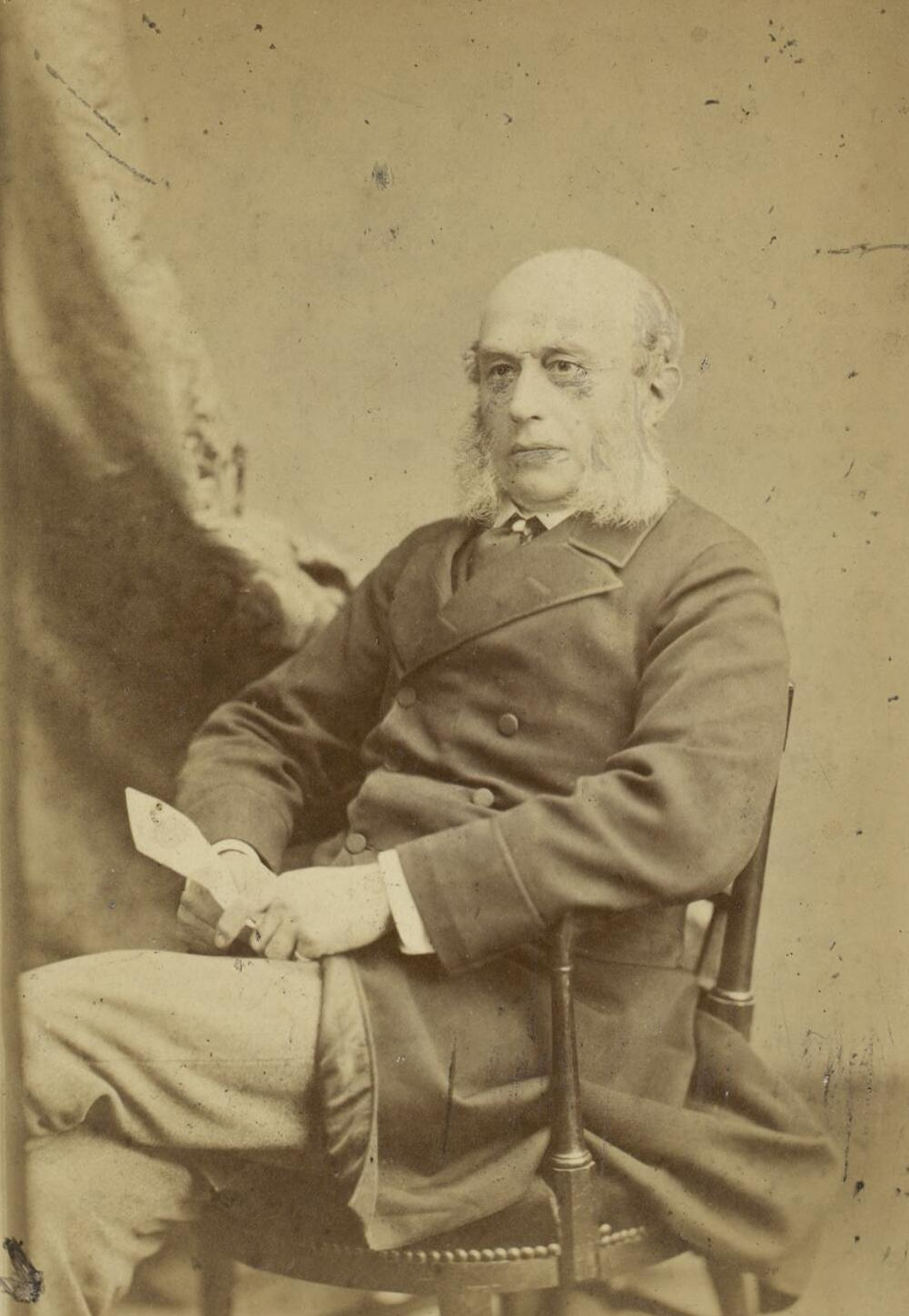
Rathbone, vers 1880

## Action politique et philanthropique
Lorsque Lucretia, la première épouse de Rathbone, meurt en 1859, elle est soignée à la maison par une infirmière privée, Mme Mary Robinson, qui a reçu une formation à l'hôpital St. Thomas de Londres. Voyant la différence qu'une infirmière qualifiée peut faire pour un patient dans une famille riche l'incite à continuer d'apporter de tels avantages aux personnes pauvres. Après une expérience de trois mois avec l'infirmière Robinson prodiguant des soins infirmiers au domicile des personnes pauvres d'un district de Liverpool, il entreprend de créer un système philanthropique de soins infirmiers de district pour les personnes pauvres à domicile. L'implication de Florence Nightingale dans cette action nourrit à une amitié étroite. En 1862, la Liverpool Training School and Home for Nurses est créée, à partir de laquelle un système de soins infirmiers de district est mis en œuvre à Liverpool dans les années 1860 et se répand dans tout le pays. Son implication dans ce projet lui fait également prendre conscience du mauvais état des hôpitaux des ateliers et il contribue à la réforme des soins infirmiers dans les ateliers.
Rathbone joue également un rôle déterminant dans la création du Queen Victoria's Jubilee Institute for Nurses en 1887, qui devient plus tard le Queen's Nursing Institute. L'institut est fondé grâce à l'argent donné par les femmes d'Angleterre pour le jubilé d'or de la reine Victoria. Sa mission est d'organiser la formation et l'approvisionnement des infirmières de district dans toutes les îles britanniques, avec l'aide des organismes régionaux. Les infirmières de district formées sous ses auspices reçurent le titre d'infirmière de la reine. Depuis, les membres de la famille Rathbone sont les administrateurs de l'organisme de bienfaisance.
Rathbone est élu député de Liverpool en 1868 et siège pour la ville jusqu'en 1880. En 1881, il est élu député du Carnarvonshire et occupe ce siège jusqu'en 1885. Il est ensuite élu député d'Arfon et occupe ce siège jusqu'en 1895.
Rathbone est étroitement impliqué dans la formation de l'University College Liverpool (1882), qui devient plus tard l'Université de Liverpool, fondant une chaire d'anglais avec ses deux frères et occupant le poste de président du collège en 1892. Il joue également un rôle important dans la création du University College of North Wales en 1884 et en est président à partir de 1891. Il est nommé Freeman de la ville de Liverpool le 21 octobre 1891.

## Vie privée

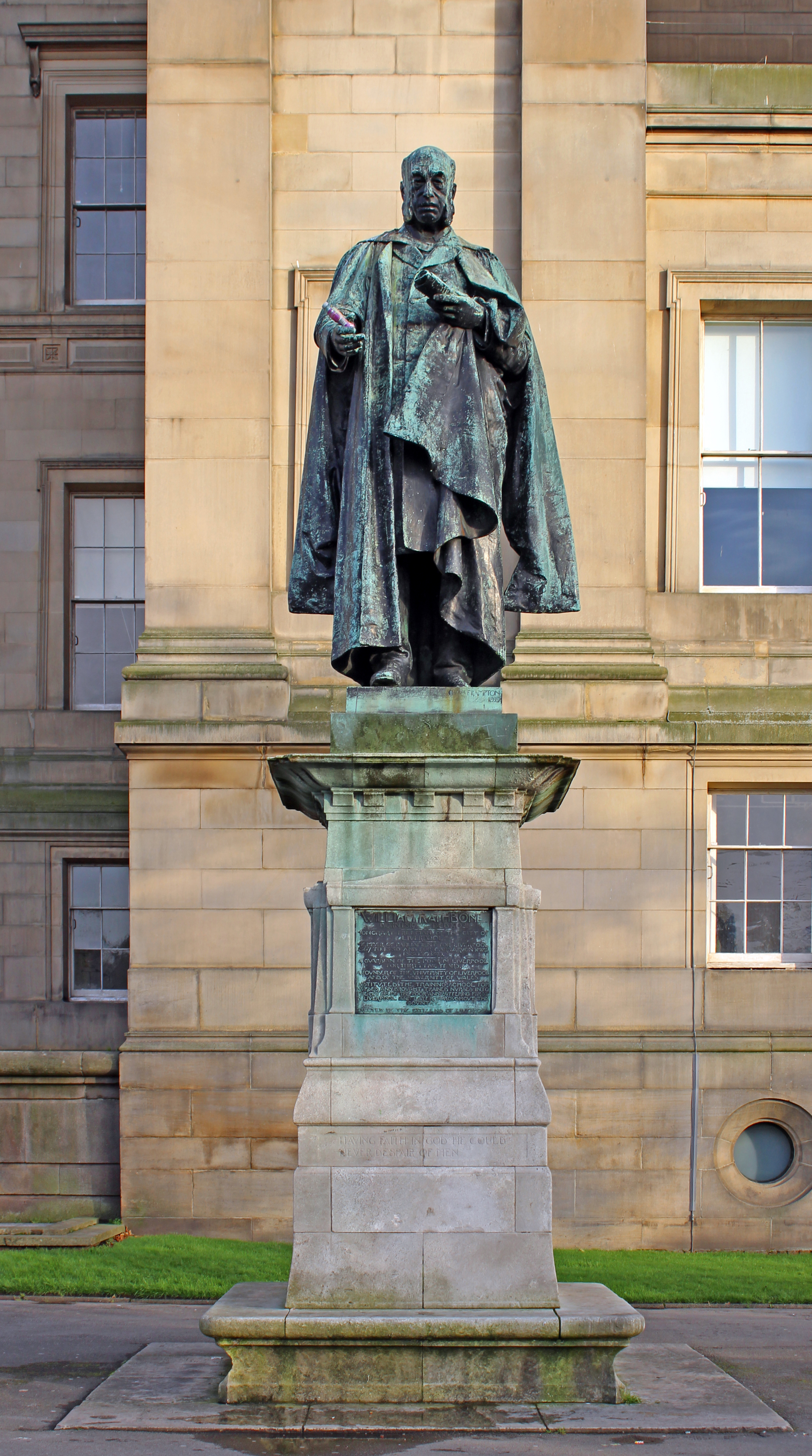
Statue de William Rathbone dans les jardins de St John, Liverpool

Rathbone épouse d'abord Lucretia Wainwright Gair (c.1823-27 mai 1859), fille de Samuel Stillman Gair de Liverpool en 1847. Ils ont cinq enfants, mais Lucretia meurt peu de temps après la naissance du cinquième, Ted, noyé dans un accident de voile sur les eaux du Derwent en 1886.
Rathbone se remarie le 6 février 1862 avec Esther Emily Acheson Lyle (c.1832 – 19 mars 1918), fille d'Acheson Lyle de Derry. Ils ont six enfants, dont la militante et femme politique Eleanor Rathbone et Emily Evelyn (Evie) (1865-1954) qui épouse Hugh Reynolds Rathbone. Rathbone est décédé le 6 mars 1902 à son domicile, Greenbank House à Liverpool.